# Moynaq
Moynaq (ook wel Mo‘ynoq, Muynaq en Muynak) is een stadje in de regio Karakalpakië in het westen van Oezbekistan.
De stad lag vroeger aan het Aralmeer, dat een belangrijke inkomstenbron was voor de inwoners. Door de opdroging van het Aralmeer op het einde van de 20e eeuw ligt het inmiddels 120 kilometer van het meer af. Het inwoneraantal is met de gedeeltelijke opdroging van het Aralmeer ook sterk gedaald. In 2018 woonden er 13.500 mensen in de plaats.